# Динати
Динати (от гръцки език: „силни“) е прослойка от граждани в селската община във Византийската империя. Започва да се оформя през 9 век. Те са новата земеделска аристокрация:с. 92 – притежават земя и са богати в икономическо отношение, като поставят в зависимост от себе си по-бедните граждани в общината – парици. По този начин Византия започва да става феодална монархия. За да запазят обществото еднородно в обществено и икономическо отношение, византийските императори издават така наречените новели. Но се оказва, че държавата бавно започва да се превръща във феодална монархия.